# Kaiteho
Kaiteho (Caitehu) ist ein osttimoresischer Ort im Suco Motaulun (Verwaltungsamt Bazartete, Gemeinde Liquiçá).

## Geographie und Einrichtungen

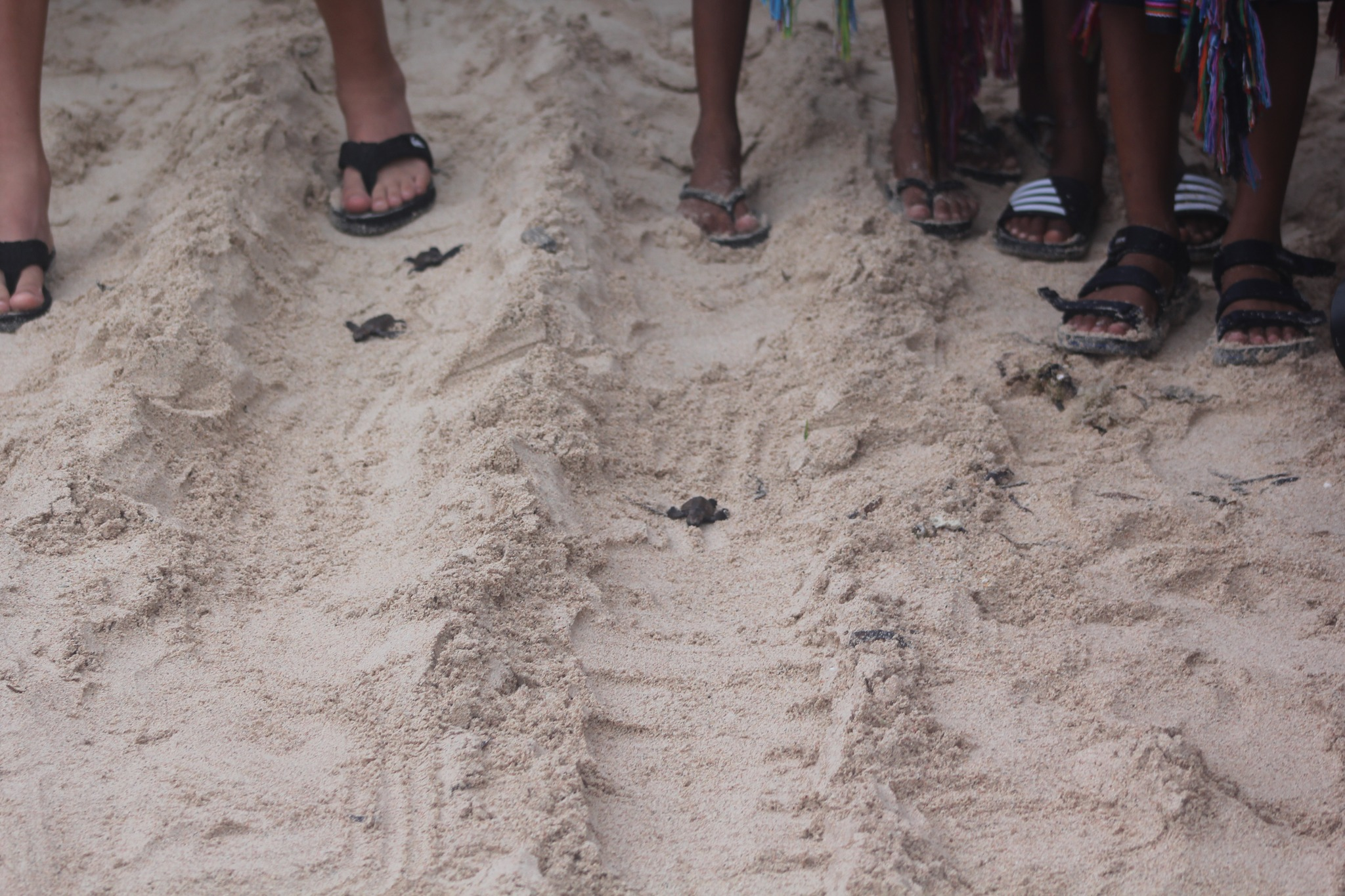
Babyschildkröten werden in Kaiteho freigelassen (2023)

Das Dorf Kaiteho liegt an der Küste der Aldeia Mota Icun im äußersten Norden, auf einer Meereshöhe von 5 m. Durch den Ort führt die nördliche Küstenstraße Timors. Westlich schließt sich der Ort Mota Icun an. Nach Osten führt die Straße nach Fahite.
In Kaiteho stehen eine Grundschule und eine Kapelle der Sagrada Família. Der Sandstrand von Kaiteho wird touristisch genutzt. Meeresschildkröten legen hier ihre Eier ab.